# Pista Juan Pablo II
La Nueva Pista Juan Pablo II —oficialmente también conocida como Pista Héroes y Mártires de la Insurrección— es una vía troncal de Managua en proceso de modernización desde agosto de 2023. Con alrededor de 10 km de extensión, conecta los principales corredores este‑oeste (Carretera Sur y Carretera Norte) y atraviesa zonas clave como Metrocentro, Rotonda Cristo Rey, y los barrios María Auxiliadora, Larreynaga y El Edén.
La pista inicia oficialmente desde la Carretera Sur Vía Panamericana, en el reparto Frawley, atraviesa la carretera a Masaya o Paseo Naciones Unidas en Metrocentro y culmina en la Carretera Norte o Pista Pedro Joaquín Chamorro. La Pista Juan Pablo II, actualmente en proceso de modernización, contará con cinco pasos a desnivel para el año 2026. Su historia se remonta a finales de la década de 1960, durante la administración de Arturo Cruz Porras como Ministro del Distrito Nacional (equivalente a la Alcaldía de Managua). Inicialmente conocida como "Circunvalación", su propósito era conectar los ensanches y arrabales de la ciudad.
A lo largo de los años, ha cambiado de nombre según las decisiones de los regímenes en el poder. Entre 1972 y 1979, se le denominó informalmente "Bypass", reflejando la preferencia del régimen de Anastasio Somoza por términos anglosajones. En 1979, tras el triunfo de la Revolución Sandinista, el gobierno de Daniel Ortega la rebautizó como "Resistencia", en alusión a ese evento histórico.
En 1998, bajo la presidencia de Arnoldo Alemán, recibió el nombre de "Juan Pablo II" en honor a las visitas del papa a Nicaragua. Sin embargo, en 2008, con Ortega de regreso en el poder, recuperó el nombre de "Resistencia".

## Recorrido
La pista de la resistencia debido a su gran longitud, se considera como la vía más larga de Managua, ya que atraviesa casi toda la ciudad desde el oeste en la Carretera Sur, entre los repartos Frawley y Belmonte, donde se encuentra ubicada la Cruz Roja Nicaragüense, hasta pasar por la intersección de la Avenida Héroes de Batahola junto al Hospital General Occidental, Bertha Calderón, Alejandro Dávila Bolaños, pasando por las avenidas William Romero, Roberto Vargas, UNAN entre Casimiro Sotelo y el Periodista. Continuando más al este, la pista atraviesa a la carretera a Masaya o Paseo Naciones Unidas, donde se encuentra el nuevo centro de Managua, lleno de hoteles, centros comerciales y la nueva Catedral Metropolitana de Managua etc. Luego de pasar por Metrocentro, la Resistencia cruza la Rotonda de Cristo Rey en la Avenida Radial Santo Domingo, de ahí sigue su curso hacia el noreste por el barrio María Auxiliadora, girando hacia el norte en la 6ª Calle Suroeste entre los barrios de Larreynaga y El Edén. De ahí atraviesa la Pista Larreynaga, pasando por la 3ª Calle Suroeste, 2ª B Calle Suroeste,  2ª A Calle Sureste,  2ª Calle Sureste, hasta culminar entre la 39.ª Avenida Suroeste, Calle Central y la Carretera Norte o Pista Pedro Joaquín Chamorro.

## Etapas de ampliación

### Tramo I: 7 Sur – Julio Martínez
Este segmento incluye el paso a desnivel Nejapa y está siendo dotado de carriles exclusivos para el futuro BRT, bicisendas, andenes y drenaje pluvial. Afecta rutas intermunicipales como la 210 (Ciudad Sandino–La Pradera), que ahora cuenta con 17 paradas alternas reubicadas.

### Tramo II: Julio Martínez – Santo Domingo
Aquí se construyen andenes mejorados, paradas señalizadas y se urbaniza el corredor con iluminación LED y drenaje. Este tramo es crítico para conectar con el centro comercial de Metrocentro y la calle principal del barrio Larreynaga.

### Tramo III: Santo Domingo – Robelo
En este tramo se construirá un paso a desnivel en Rotonda Cristo Rey, se instalarán semáforos inteligentes y paradas BRT con plataformas niveladas. Además, se delimitará el carril exclusivo para el transporte rápido.

### Tramo IV: Robelo – El Edén (Carretera Norte)
Incluye la construcción de un viaducto, el paso a desnivel de Carretera Norte una nueva estructura de drenaje tipo túnel y la habilitación de paradas BRT con intermodalidad, con conexión a ciclovías y estacionamientos. Circulan al momento 9 rutas urbanas en este tramo.

## Sistema de Bus de Tránsito Rápido (BRT)
La modernización contempla la implementación de un sistema BRT en carriles exclusivos centrales. Se estima la instalación de 12 paradas principales con plataformas de nivel, acceso universal y sistemas de pago electrónico, además de 24 estaciones alimentadoras menores. Se prevé el uso de buses biarticulados de hasta 300 pasajeros, o articulados de 200 asientos, importados de China, con acceso nivelado y puertas múltiples.

## Financiamiento y plazos
El proyecto, financiado por BCIE y BEI, alcanzó una inversión de 1823 millones de córdobas (≈49,7 M USD) hasta mayo de 2025. La finalización está proyectada entre 2026 y 2027, con posibles ajustes debido a retrasos causados por la pandemia, protestas y financiamiento parcial.

## Impacto social y urbano
Se calcula que esta vía afectará a unos 250 000 usuarios diarios de transporte público, 400 unidades de transporte colectivo urbano y 150 000 vehículos privados, lo que ha causado denuncias por derrumbes, inundaciones y desvíos mal señalizados.